# Grafenberger Glockenspiel

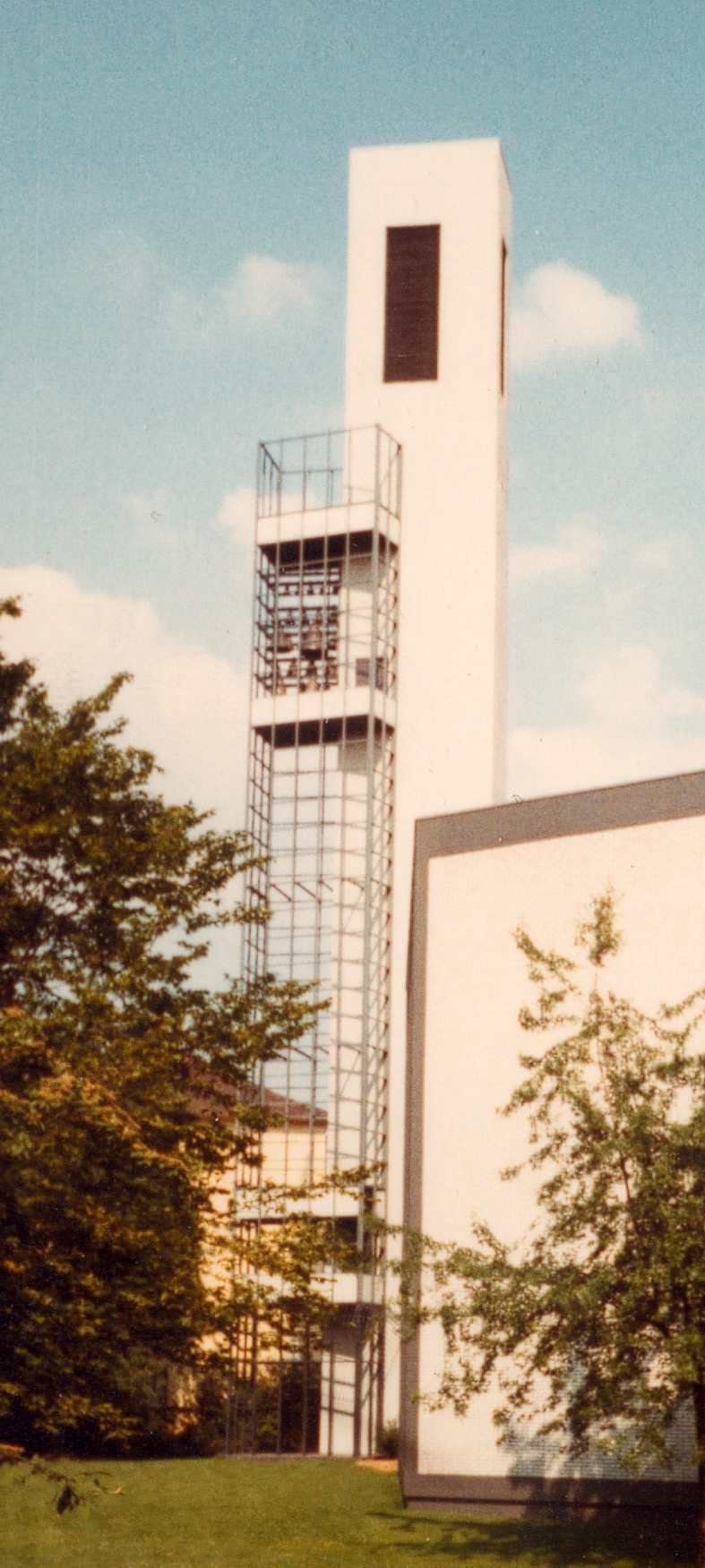
Glockenturm des Grafenberger Carillons

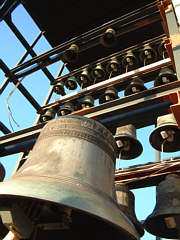
Das Glockenspiel mit alter Hammertechnik

Das Grafenberger Glockenspiel, auch Grafenberger Carillon, an der Melanchthonkirche im Düsseldorfer Stadtteil Düsseltal war ein spielbares Glockenspiel mit 40 Glocken und einem Gesamtgewicht von etwa 6 t. Das Glockenspiel befand sich im Außengerüst des Kirchturms auf 25 m Höhe.

## Aufbau
Die Glocken des ursprünglichen Glockenspiels wurden 1964 von Petit & Fritsen zur Gründung der Melanchthon-Kirchengemeinde (heute: Osterkirchengemeinde) gegossen. Es umfasste 35 Glocken mit den Tonhöhen a{\displaystyle ^{1}}, c{\displaystyle ^{2}} bis a{\displaystyle ^{4}}. Die beiden Läuteglocken, gegossen von der Firma Rincker 1964, mit den Tonhöhen c{\displaystyle ^{1}} und f{\displaystyle ^{1}} wurden eingebunden.
1998 wurde das Glockenspiel um drei Glocken erweitert, gegossen von der Firma Rincker, mit den Tonhöhen ais{\displaystyle ^{4}} bis c{\displaystyle ^{5}}.
Somit umfasst dieses Instrument einen chromatischen Tonumfang von drei Oktaven mit zusätzlich drei tiefen Glocken.
Das Glockenspiel wurde mit unzuverlässigen Magnethämmern betrieben, die drei Dynamikstufen ermöglichten. Es gab einen elektrischen Spieltisch sowie eine Walzenautomatik.

## Schlaghammertechnologie
Zur Erweiterung der musikalischen Möglichkeiten wurde 2009 eine neue Schlaghammertechnik installiert, die über 15 Jahre lang entwickelt worden war. Über ein Keyboard, das ohne Ausbildung für mechanische Carillons bedient werden kann, ließ sich der volle Dynamikumfang nutzen, womit virtuose pianistische Spieltechniken und akkordische Klangbildungen möglich waren, die durch mechanische Spielweise nicht erreicht werden. Diese klanglichen Möglichkeiten waren auch uneingeschränkt im Automatikbetrieb verfügbar. 2016 war das Glockenspiel defekt und eine Reparatur unmöglich. 2018 drohte das Stahlgerüst einzustürzen; daraufhin wurde das Glockenspiel demontiert und die Glocken verkauft.

## Glockendaten
Bezugsfrequenz für a{\displaystyle ^{1}} ist 435 Hz. Analysiert wurden die Daten von Ulrich Leykam mit einem akustischen Messgerät und per FFT-Analyse.
| Nominal                       | Unterton                       | Prime                         | Terz                           | Oktave                        | Gewicht | Durchmesser | Gussjahr | Gießer          | Gussnummer |
| ----------------------------- | ------------------------------ | ----------------------------- | ------------------------------ | ----------------------------- | ------- | ----------- | -------- | --------------- | ---------- |
| Abweichung in 16tel Halbtönen | Abweichung in 16tel Halbtönen  | Abweichung in 16tel Halbtönen | Abweichung in 16tel Halbtönen  | Abweichung in 16tel Halbtönen | in kg   | in mm       |          |                 |            |
| c{\displaystyle ^{1}} − 2     | c{\displaystyle ^{0}} = 0      | c{\displaystyle ^{1}} − 3     | es{\displaystyle ^{1}} = 0     | c{\displaystyle ^{2}} − 2     | 2255    | 1552        | 1964     | Rincker         | 13318      |
| f{\displaystyle ^{1}} − 1     | f{\displaystyle ^{0}} − 3      | f{\displaystyle ^{1}} − 3     | as{\displaystyle ^{1}} = 0     | f{\displaystyle ^{2}} − 1     | 1039    | 1222        | 1964     | Rincker         | 13319      |
| Abweichung in Cent            |                                |                               |                                |                               |         |             |          |                 |            |
| a{\displaystyle ^{1}} − 1,5   | a{\displaystyle ^{0}} − 8,0    | a{\displaystyle ^{1}} − 1,0   | c{\displaystyle ^{2}} + 2,0    | a{\displaystyle ^{2}} − 1,5   | 455     | 900         | 1964     | Petit & Fritsen |            |
| c{\displaystyle ^{2}} − 4,0   | c{\displaystyle ^{1}} − 1,5    | c{\displaystyle ^{2}} − 2,5   | es{\displaystyle ^{2}} − 0,5   | c{\displaystyle ^{3}} − 4,0   | 250     | 750         | 1964     | Petit & Fritsen |            |
| cis{\displaystyle ^{2}} = 0,0 | cis{\displaystyle ^{1}} − 1,5  | cis{\displaystyle ^{2}} − 2,5 | e{\displaystyle ^{2}} − 1,0    | cis{\displaystyle ^{3}} = 0,0 | 208     | 700         | 1964     | Petit & Fritsen |            |
| d{\displaystyle ^{2}} − 3,0   | d{\displaystyle ^{1}} − 1,5    | d{\displaystyle ^{2}} − 1,5   | f{\displaystyle ^{2}} − 2,5    | d{\displaystyle ^{3}} − 3,0   | 176     | 665         | 1964     | Petit & Fritsen |            |
| dis{\displaystyle ^{2}} -2,0  | dis{\displaystyle ^{1}} − 1,5  | dis{\displaystyle ^{2}} − 1,5 | fis{\displaystyle ^{2}} + 0,5  | dis{\displaystyle ^{3}} − 2,0 | 146     | 630         | 1964     | Petit & Fritsen |            |
| e{\displaystyle ^{2}} − 2,0   | e{\displaystyle ^{1}} − 1,5    | e{\displaystyle ^{2}} − 2,0   | g{\displaystyle ^{2}} = 0,0    | e{\displaystyle ^{3}} − 2,0   | 124     | 590         | 1964     | Petit & Fritsen |            |
| f{\displaystyle ^{2}} = 0,0   | f{\displaystyle ^{1}} − 2,0    | f{\displaystyle ^{2}} − 0,5   | as{\displaystyle ^{2}} − 6,0   | f{\displaystyle ^{3}} = 0,0   | 112     | 560         | 1964     | Petit & Fritsen |            |
| fis{\displaystyle ^{2}} -2,0  | fis{\displaystyle ^{1}} − 1,0  | fis{\displaystyle ^{2}} − 2,0 | a{\displaystyle ^{2}} − 4,0    | fis{\displaystyle ^{3}} − 2,0 | 100     | 540         | 1964     | Petit & Fritsen |            |
| g{\displaystyle ^{2}} − 1,5   | g{\displaystyle ^{1}} − 2,0    | g{\displaystyle ^{2}} − 1,5   | b{\displaystyle ^{2}} + 1,5    | g{\displaystyle ^{3}} − 1,5   | 88      | 517         | 1964     | Petit & Fritsen |            |
| gis{\displaystyle ^{2}} − 1,0 | gis{\displaystyle ^{1}} − 4,5  | gis{\displaystyle ^{2}} − 6,0 | h{\displaystyle ^{2}} − 3,5    | gis{\displaystyle ^{3}} − 1,0 | 78      | 490         | 1964     | Petit & Fritsen |            |
| a{\displaystyle ^{2}} − 3,0   | a{\displaystyle ^{1}} − 7,0    | a{\displaystyle ^{2}} − 0,5   | c{\displaystyle ^{3}} − 1,5    | a{\displaystyle ^{3}} − 3,0   | 68      | 468         | 1964     | Petit & Fritsen |            |
| ais{\displaystyle ^{2}} − 1,0 | ais{\displaystyle ^{1}} − 1,0  | ais{\displaystyle ^{2}} + 0,5 | cis{\displaystyle ^{3}} + 7,5  | ais{\displaystyle ^{3}} − 1,0 | 63      | 450         | 1964     | Petit & Fritsen |            |
| h{\displaystyle ^{2}} + 1,5   | h{\displaystyle ^{1}} − 0,5    | h{\displaystyle ^{2}} + 2,0   | d{\displaystyle ^{3}} + 1,5    | h{\displaystyle ^{3}} + 1,5   | 58      | 436         | 1964     | Petit & Fritsen |            |
| c{\displaystyle ^{3}} − 1,5   | c{\displaystyle ^{2}} = 0,0    | c{\displaystyle ^{3}} − 1,5   | es{\displaystyle ^{3}} + 8,5   | c{\displaystyle ^{4}} − 1,5   | 53      | 418         | 1964     | Petit & Fritsen |            |
| cis{\displaystyle ^{3}} − 6,0 | cis{\displaystyle ^{2}} − 3,0  | cis{\displaystyle ^{3}} − 0,5 | e{\displaystyle ^{3}} + 4,0    | cis{\displaystyle ^{4}} − 6,0 | 48      | 408         | 1964     | Petit & Fritsen |            |
| d{\displaystyle ^{3}} − 1,0   | d{\displaystyle ^{2}} − 3,0    | d{\displaystyle ^{3}} − 0,5   | f{\displaystyle ^{3}} + 10,5   | d{\displaystyle ^{4}} − 1,0   | 44      | 388         | 1964     | Petit & Fritsen |            |
| dis{\displaystyle ^{3}} − 2,0 | dis{\displaystyle ^{2}} − 1,5  | dis{\displaystyle ^{3}} + 1,0 | fis{\displaystyle ^{3}} + 5,5  | dis{\displaystyle ^{4}} − 2,0 | 40      | 375         | 1964     | Petit & Fritsen |            |
| e{\displaystyle ^{3}} − 3,5   | e{\displaystyle ^{2}} − 3,5    | e{\displaystyle ^{3}} − 7,0   | g{\displaystyle ^{3}} + 6,5    | e{\displaystyle ^{4}} − 3,5   | 37      | 363         | 1964     | Petit & Fritsen |            |
| f{\displaystyle ^{3}} − 6,5   | f{\displaystyle ^{2}} − 4,0    | f{\displaystyle ^{3}} − 4,5   | as{\displaystyle ^{3}} + 9,5   | f{\displaystyle ^{4}} − 6,5   | 34      | 353         | 1964     | Petit & Fritsen |            |
| fis{\displaystyle ^{3}} − 2,0 | fis{\displaystyle ^{2}} − 6,0  | fis{\displaystyle ^{3}} − 2,5 | a{\displaystyle ^{3}} + 9,5    | fis{\displaystyle ^{4}} − 2,0 | 31      | 340         | 1964     | Petit & Fritsen |            |
| g{\displaystyle ^{3}} − 4,5   | g{\displaystyle ^{2}} − 3,0    | g{\displaystyle ^{3}} − 4,0   | b{\displaystyle ^{3}} + 13,5   | g{\displaystyle ^{4}} − 4,5   | 28      | 330         | 1964     | Petit & Fritsen |            |
| gis{\displaystyle ^{3}} − 1,0 | gis{\displaystyle ^{2}} − 15,0 | gis{\displaystyle ^{3}} = 0,0 | h{\displaystyle ^{3}} + 23,5   | gis{\displaystyle ^{4}} − 1,0 | 26      | 312         | 1964     | Petit & Fritsen |            |
| a{\displaystyle ^{3}} − 0,5   | a{\displaystyle ^{2}} − 2,0    | a{\displaystyle ^{3}} − 2,5   | c{\displaystyle ^{4}} + 17,5   | a{\displaystyle ^{4}} − 0,5   | 24      | 305         | 1964     | Petit & Fritsen |            |
| ais{\displaystyle ^{3}} + 0,5 | ais{\displaystyle ^{2}} − 2,0  | ais{\displaystyle ^{3}} = 0,0 | cis{\displaystyle ^{4}} + 12,0 | ais{\displaystyle ^{4}} + 0,5 | 22      | 285         | 1964     | Petit & Fritsen |            |
| h{\displaystyle ^{3}} − 1,0   | h{\displaystyle ^{2}} − 3,0    | h{\displaystyle ^{3}} − 3,5   | d{\displaystyle ^{4}} + 15,5   | h{\displaystyle ^{4}} − 1,0   | 20      | 280         | 1964     | Petit & Fritsen |            |
| c{\displaystyle ^{4}} − 7,0   | c{\displaystyle ^{3}} − 6,0    | c{\displaystyle ^{4}} − 6,0   | es{\displaystyle ^{4}} + 11,0  | c{\displaystyle ^{5}} − 7,0   | 18      | 270         | 1964     | Petit & Fritsen |            |
| cis{\displaystyle ^{4}} − 5,0 | cis{\displaystyle ^{3}} − 2,5  | cis{\displaystyle ^{4}} − 1,5 | e{\displaystyle ^{4}} + 17,5   | cis{\displaystyle ^{5}} − 5,0 | 17      | 258         | 1964     | Petit & Fritsen |            |
| d{\displaystyle ^{4}} − 12,5  | d{\displaystyle ^{3}} − 1,5    | d{\displaystyle ^{4}} − 2,0   | f{\displaystyle ^{4}} + 2,5    | d{\displaystyle ^{5}} − 12,5  | 16      | 253         | 1964     | Petit & Fritsen |            |
| dis{\displaystyle ^{4}} − 7,0 | dis{\displaystyle ^{3}} − 2,5  | dis{\displaystyle ^{4}} + 1,5 | fis{\displaystyle ^{4}} − 3,5  | dis{\displaystyle ^{5}} − 7,0 | 15,5    | 248         | 1964     | Petit & Fritsen |            |
| e{\displaystyle ^{4}} + 6,5   | e{\displaystyle ^{3}} + 2,5    | e{\displaystyle ^{4}} + 5,0   | g{\displaystyle ^{4}} + 4,5    | e{\displaystyle ^{5}} + 6,5   | 15      | 240         | 1964     | Petit & Fritsen |            |
| f{\displaystyle ^{4}} + 8,5   | f{\displaystyle ^{3}} + 1,5    | f{\displaystyle ^{4}} + 1,5   | as{\displaystyle ^{4}} + 8,0   | f{\displaystyle ^{5}} + 8,5   | 14,5    | 235         | 1964     | Petit & Fritsen |            |
| fis{\displaystyle ^{4}} + 2,0 | fis{\displaystyle ^{3}} − 0,5  | fis{\displaystyle ^{4}} + 2,0 | a{\displaystyle ^{4}} + 6,0    | fis{\displaystyle ^{5}} + 2,0 | 14      | 230         | 1964     | Petit & Fritsen |            |
| g{\displaystyle ^{4}} + 10,0  | g{\displaystyle ^{3}} + 1,5    | g{\displaystyle ^{4}} + 3,0   | b{\displaystyle ^{4}} + 2,5    | g{\displaystyle ^{5}} + 10,0  | 13,5    | 225         | 1964     | Petit & Fritsen |            |
| gis{\displaystyle ^{4}} − 4,0 | gis{\displaystyle ^{3}} + 2,5  | gis{\displaystyle ^{4}} + 3,0 | h{\displaystyle ^{4}} + 3,0    | gis{\displaystyle ^{5}} − 4,0 | 13      | 220         | 1964     | Petit & Fritsen |            |
| a{\displaystyle ^{4}} + 3,0   | a{\displaystyle ^{3}} + 3,0    | a{\displaystyle ^{4}} + 4,5   | c{\displaystyle ^{5}} − 4,0    |                               | 12,5    | 215         | 1964     | Petit & Fritsen |            |
| ais{\displaystyle ^{4}} + 1,5 |                                |                               |                                | ais{\displaystyle ^{5}} + 1,5 | 11      | 197         | 1998     | Rincker         |            |
| h{\displaystyle ^{4}} = 0,0   |                                |                               |                                | h{\displaystyle ^{5}} = 0,0   | 10,5    | 191         | 1998     | Rincker         |            |
| c{\displaystyle ^{5}} = 0,0   |                                |                               |                                | c{\displaystyle ^{6}} = 0,0   | 10      | 185         | 1998     | Rincker         |            |